# Audon
Audon är en kommun i departementet Landes i regionen Nouvelle-Aquitaine i sydvästra Frankrike. Kommunen ligger i kantonen Tartas-Est som tillhör arrondissementet Dax. År 2022 hade Audon 410 invånare.

## Befolkningsutveckling
Antalet invånare i kommunen Audon
Referens:INSEE